# Zespół zabudowy szybu „Pułaski”
Zespół zabudowy szybu „Pułaski” – zespół zabytkowych budynków szybu „Pułaski” Kopalni Węgla Kamiennego „Wieczorek” w Katowicach, położonych przy ulicy Szopienickiej w granicach dzielnicy Janów-Nikiszowiec, w pobliżu zabytkowego osiedla patronackiego Nikiszowiec.
Kompleks budynków został zaprojektowany przez berlińskich architektówː Emila i Georga Zillmannów. Powstał w latach 1903–1911 w stylu eklektycznym, z przewagą form secesyjnych oraz historyzujących. Do 1935 roku szyb nosił nazwę „Carmer”. Na kompleks ten składają się zabytkowe budynkiː nadszybie z wieżą wyciągową, sortownia, maszynownia, kuźnia, warsztat mechaniczny, stolarnia, cechownia oraz łaźnia.

## Historia
Początek wieku XX był bardzo korzystny dla rozwoju górnictwa węgla kamiennego. W tym czasie władze kopalni „Giesche” (późniejszy „Wieczorek”) postanowiły sięgnąć po złoża z pola „Reserve”. Rozpoczęto wówczas głębienie nowych szybów. Jako pierwszy, w latach 1903–1910 powstał podwójny szyb wydobywczy „Carmer” (późniejszy „Pułaski”) o głębokości 450 m. W tym czasie powstało nadszybie, nad którym postawiono stalową wieżę szybową. W tym czasie powstały również budynki cechowni, łaźni robotniczej, stolarni, warsztatu mechanicznego z kuźnią. W hali zbornej postawiono mozaikowy ołtarz św. Barbary. Zbudowano również dwa budynki, w których zainstalowano nowoczesne maszyny wyciągowe, dostarczone w 1906 roku przez firmę Siemens-Schuckertwerke z Berlina. Pierwsza z nich wyposażona była w dwa silniki o łącznej mocy 2050 KM. Mogła ona ciągnąć ładunki o masie 4,4 t z maksymalną prędkością 15 m/s. Druga z nich, przeznaczona była wyłącznie do wydobycia, była napędzana dwoma silnikami elektrycznymi o mocy 1025 KM. Wydajność wynosiła 2,2 t przy maksymalnej prędkości 15 m/s. Prąd stały dostarczały dwie przetwornice, ulokowane w hali przetwornic, która znajdowała się pomiędzy maszynowniami. Cały kompleks zaprojektowali Emil i Georg Zillmannowie.  
Szyb nazwano na cześć Friedricha von Carmera, który zasiadał w Kolegium Reprezentantów spółki Georg von Giesches Erben.
W 1904 roku do szybu „Carmer” doprowadzono bocznicę kolejową , zaś w latach 1909–1911 został on rozbudowany o dwie nowe sortownie. Od 1910 roku szyb „Carmer” był częścią Ruchu II Wildensteinsegen Südfeld (południowy; poziom 450 m) oraz III Morgenroth-Feld (poziom 250-290 m). W latach 1914–1916 na poziomie 350 m powstało podszybie. W tym samym okresie powstała również nowa stolarnia wraz z suszarnią drewna.

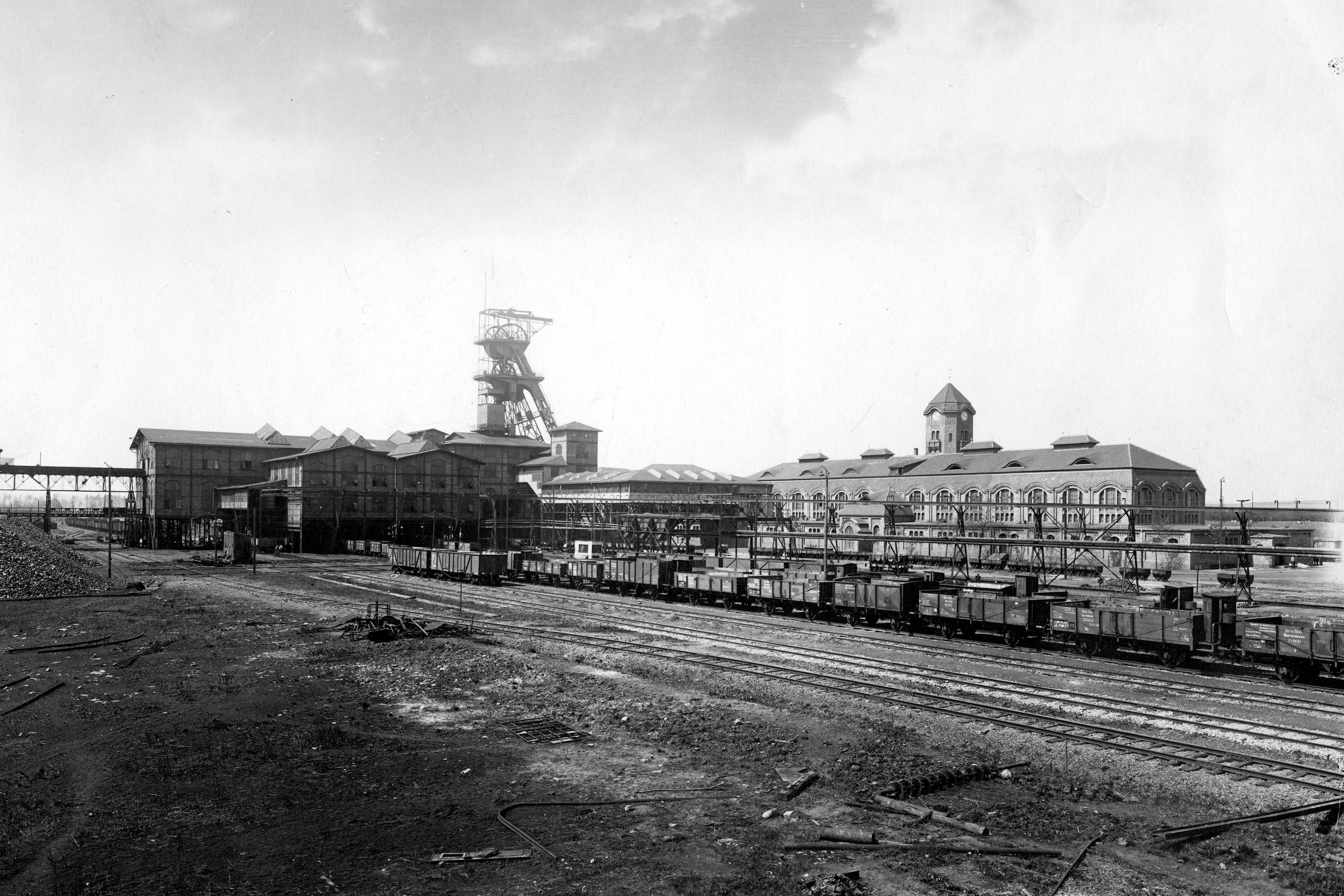
Szyb „Carmer” („Pułaski”) kopalni „Giesche” w latach 30. XX wieku

W 1922 roku kopalnia „Giesche” (wraz z nią szyb „Carmer”) znalazła się na terenie państwa polskiego. Kontynuowano prace modernizacyjne. W 1924 roku szyb „Carmer” pogłębiono do poziomu 521 m, zaś w 1926 roku rozpoczęto prace nad szybem 500 m, które wstrzymano w 1929 roku w związku ze spadkiem zapotrzebowania na węgiel kamienny. W czasie trwającego wielkiego kryzysu gospodarczego, z uwagi na brak popytu na węgiel kamienny, w 1932 roku szyb „Carmer” został unieruchomiony. W 1935 roku przemianowano jego nazwę na „Pułaski”. Wydobycie węgla kamiennego z szybu  wznowiono w czasie II wojny światowej, w dniu 1 listopada 1940 roku. w tym czasie uruchomiono również sortownię. Kontynuowano wówczas budowę poziomu 500 m. Od 1 lutego 1943 roku kopalnie podzielono na trzy ruchy, w tym na Ruch Carmer.
W czasach Polski Ludowej, w 1964 roku, powstał taśmociąg łączący powstały w tym czasie szyb „Roździeński” w Giszowcu z sortownią szybu „Pułaski”. W latach 70. XX wieku do zespołu budynków szybu dobudowano łaźnię oraz budynek administracyjny . W 1986 roku, po likwidacji szybu „Wilson II”, szyb „Pułaski” był jednym z ośmiu szybów kopalni Wieczorek. Był on wówczas częścią Ruchu II. W dniu 20 marca 1989 roku zespół zabudowy szybu Pułaski wpisano do rejestru zabytków pod numerem A/1384/89 (obecnie A/1384/24).
W 2010 roku szyb „Pułaski” był jednym z dwóch szybów wydobywczych kopalni (drugim był „Roździeński”). W 2017 roku rozpoczęto proces likwidacji kopalni „Wieczorek”, a 31 marca 2018 roku kopalnia wraz z szybem „Pułaski”, została przekazana Spółce Restrukturyzacji Kopalń w celu jej likwidacji.
W dniu 29 lutego 2020 roku, przy udziale m.in. prezydenta Polski Andrzeja Dudy, marszałka województwa śląskiego Jakuba Chełstowskiego, wojewody śląskiego Jarosława Wieczorka i prezydenta Katowic Marcina Krupy podpisano list intencyjny dotyczący przekazania miastu Katowice kompleksu zabudowy szybu „Pułaski”, wraz z obiektami towarzyszącymi oraz ok. 20 hektarami ziemi w bezpośrednim sąsiedztwie. W miejscu szybu „Pułaski” zaplanowano powstanie centrum rozwoju nowoczesnej technologii, gier komputerowych i edukacji. W tym czasie trwały również prace związane z zasypywaniem szybu, jak również wyburzeniami budynków wchodzących w skład kopalni. Na początku września 2021 roku Miasto Katowice ogłosiło konkurs na opracowanie koncepcji architektoniczno-urbanistycznej dla pierwszego etapu realizacji Dzielnicy Nowych Technologii – Katowickiego HUBu Gamingowo-Technologicznego.

## Architektura

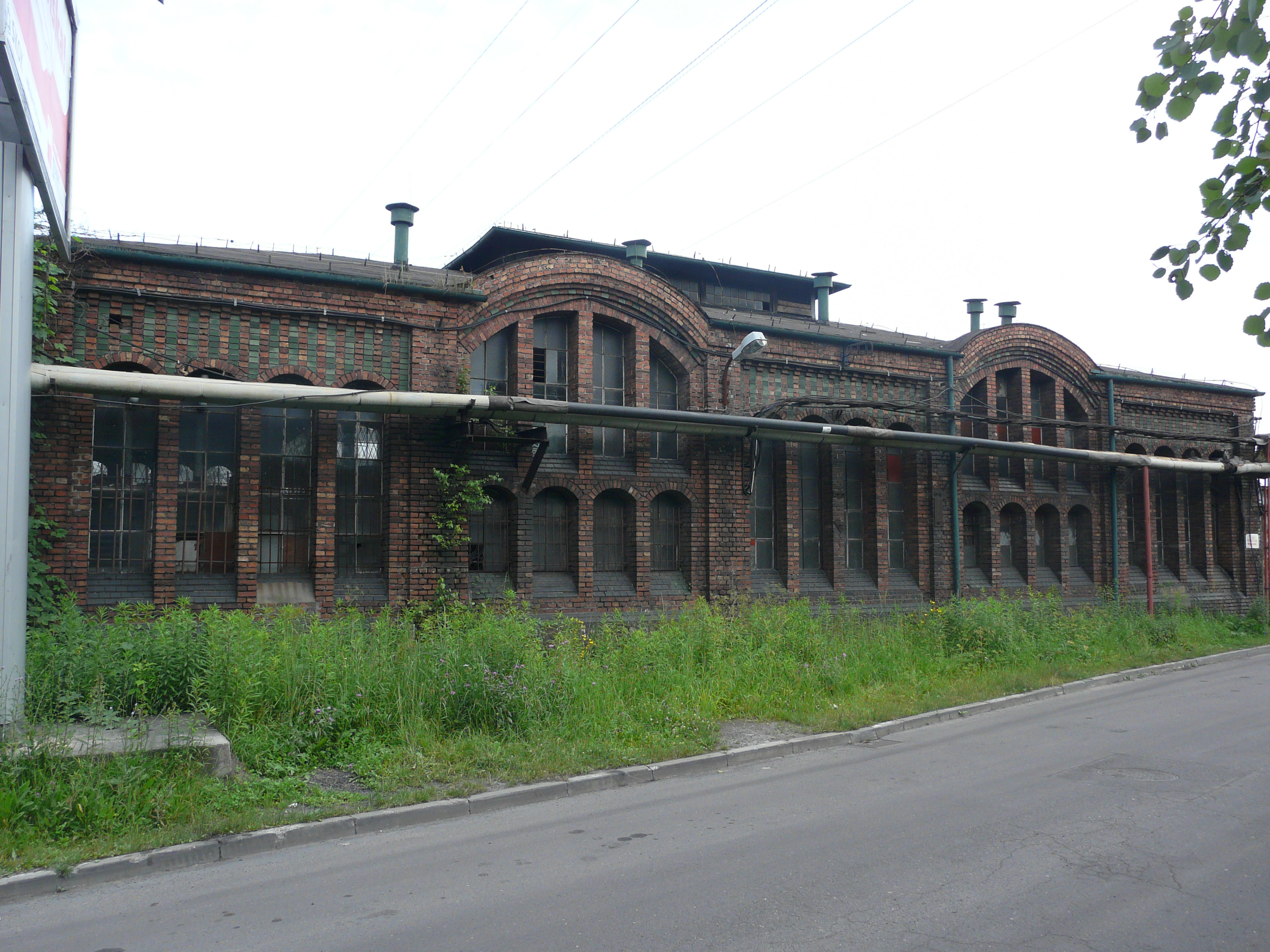
Stolarnia od strony ul. Szopienickiej

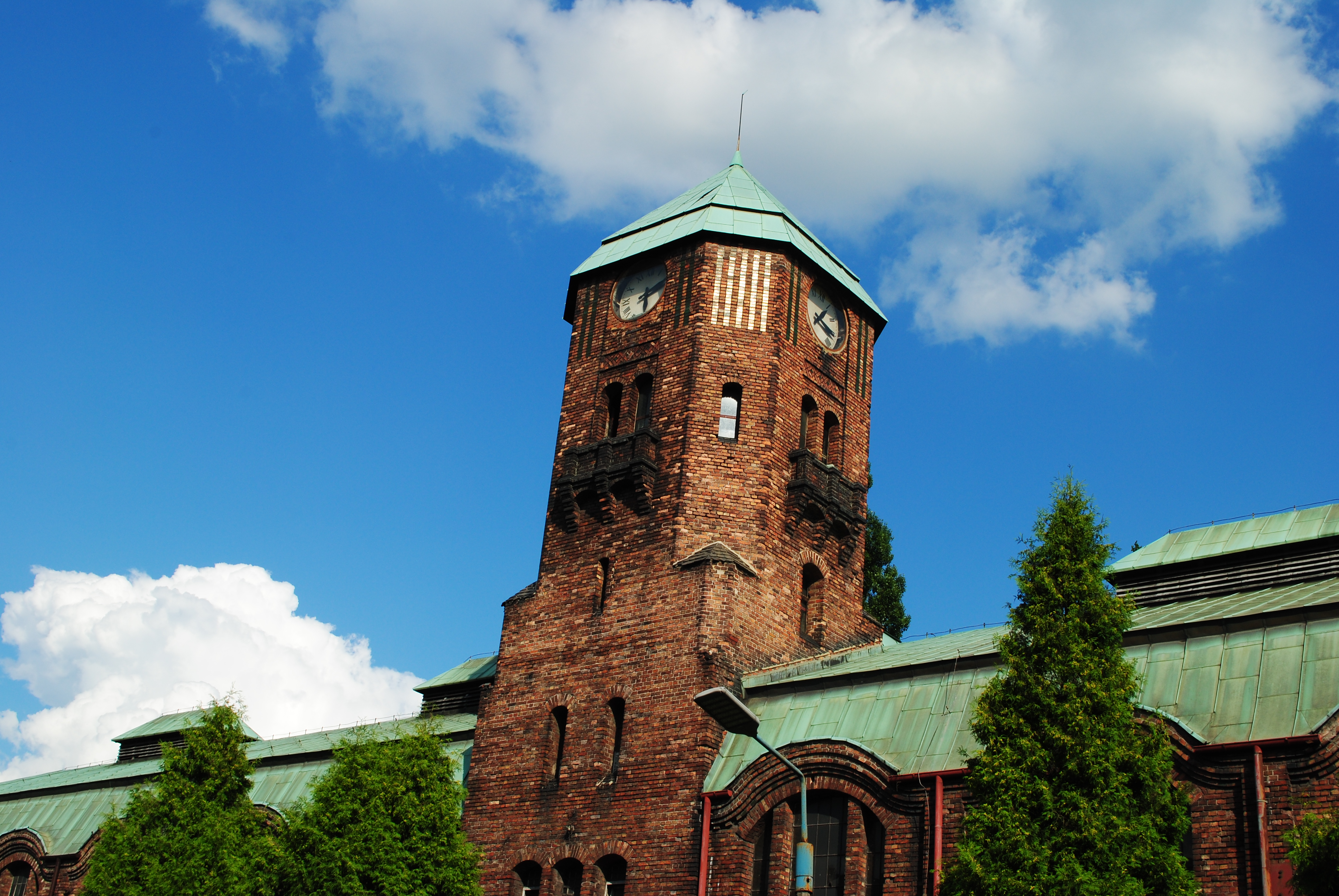
Wieża zegarowa budynku cechowni

Zespół zabudowy szybu „Pułaski” Kopalni Węgla Kamiennego „Wieczorek” powstał w latach 1903–1911. Autorami projektu byli berlińscy architekciː Emil i Georg Zillmannowie. Zespół stanowi cenny przykład jednorodnej architektury przemysłowej, wykazujący niewielkie przekształcenia w obrębie układu przestrzennego . Sortownia oraz wieża szybowa powstały bez wyraźnego stylu architektonicznego, natomiast pozostałe obiekty zostały wykonane w stylu eklektycznym z przewagą form secesyjnych oraz historyzujących . Kompleks ten jest położony przy ulicy Szopienickiej w Katowicach, w dzielnicy Janów-Nikiszowiec, w sąsiedztwie zabytkowego osiedla patronackiego Nikiszowiec . Zespół zabudowy szybu jest wpisany do rejestru zabytków pod numerem A/1384/89.
W skład kompleksu wchodzą następujące obiekty:
1. Nadszybie wraz z wieżą wyciągową – trzykondygnacyjny[3]  budynek nadszybia ma konstrukcję stalową wypełnionej cegłą[2]. Wybudowany został na planie zbliżonym do kwadratu i pokryty dachem dwuspadowym[3] . Centralnie w nadszybiu wznosi się 40-metrowa wieża szybowa[3] . Wieża wykonana jest ze stali, na szczycie której zainstalowano dwie głowice połączone pod kątem 45 stopni[2]. Czterozastrzałowa wieża szybowa obsługuje klatkę do jazdy ludzi i skip[17] .
2. Sortownia – trzykondygnacyjny budynek w konstrukcji stalowej wypełnionej cegłą, powstały na planie zbliżonym do prostokąta, pokryty dwuspadowym dachem[3] .
3. Maszynownia – zespół dwóch budynków maszynowni, położonych w centralnej części zakładu, przylegających do budynku przetwornic. Stanowią one murowane, jednokondygnacyjne budynki na planie prostokąta, kryte dachem mansardowym[3] . We wnętrzu maszynowni zachowały się maszyny wyciągowe Siemensa z 1906 roku[17] . Sam zaś budynek przetwornic jest obiektem murowanym, jednokondygnacyjnym, na planie trapezu, o zwartej bryle, kryty dachem dwuspadowym[3] .
4. Kuźnia i warsztat mechaniczny – murowany, jednokondygnacyjny obiekt na planie wydłużonego prostokąta, kryty dachem mansardowym od strony zachodniej, zaś od strony wschodniej – pulpitowym. Elewacja zewnętrzna jest przyozdobiona dekoracyjnymi pasami, fryzami oraz udekorowana płaskimi lizenami oraz glazurowanymi cegiełami[3] .
5. Stolarnia – murowany, jednokondygnacyjny obiekt na planie prostokąta, kryty dachem dwuspadowym z niewielkim naświetleniem[3] .
6. Cechownia i łaźnia – murowany, jednokondygnacyjny obiekt na planie wydłużonego prostokąta[3] , z wieżą zegarową[17] . Elewacja zewnętrzna jest licowana z dodatkiem cegły glazurowanej w kolorze zielonym. Elewacja budynku jest bogato udekorowana w formie płaskich lizen, fryzów ceglanych, łuków oraz belkowania. Budynek pokryty jest dwuspadowym dachem[3] .